# Iguana Kits
Iguana Kits ist ein spanischer Hersteller von Automobilen.

## Unternehmensgeschichte
Das Unternehmen aus Valencia begann 2000 mit der Produktion von Automobilen.

## Fahrzeuge
Die Fahrzeuge basieren auf Fahrgestellen  von Renault 4 und Renault 6, die teilweise verlängert werden. Angeboten werden Limousinen, Kombis, Coupés, Cabriolets und Pick-ups. Die Karosserien bestehen aus Kunststoff und sind bei einigen Modellen mit Holz verkleidet. Seit kurzer Zeit sind auch Fahrzeuge auf Nissan-Basis erhältlich.